# 王宾宜
王宾宜（1956年9月—），河南汝南人。1973年12月参加工作，1977年11月加入中国共产党。湖北省直属机关业余大学哲学专业毕业，中共中央党校函授学院湖北省分院经济管理专业大学本科学历。
历任湖北省公安厅副科长、处长，省国家安全厅副厅长；西藏自治区国家安全厅厅长、自治区公安厅厅长等职。2005年5月，任中共西藏自治区党委常委、公安厅厅长、政法委副书记。2006年7月，任中共西藏自治区党委常委、政法委书记。
2010年9月，任中共安徽省委常委、省纪委书记。
2016年10月，任中共中央纪委驻科技部纪检组组长。2020年3月卸任退休。